# Charles de Chavannes
Pour les articles homonymes, voir Chavannes.
Fortuné Charles de Chavannes, né le 19 mai 1853 à Lyon et décédé le 7 février 1940 à Antibes, est un administrateur colonial français. Il accompagne Savorgnan de Brazza dans la Mission de l'Ouest africain entre 1883 et 1886, et participe à l'exploration et à la fondation du Congo français.
Il est l'auteur de plusieurs ouvrages relatant cette période de l'histoire coloniale de la France en Afrique équatoriale.

## Biographie
Il fait des études de droit à l'université de Lyon et est nommé avocat en 1877. En mars 1883, il devient secrétaire particulier de Pierre Savorgnan de Brazza qu'il accompagne en Afrique. Il participe avec lui à la fondation de Brazzaville dont il est le premier résident européen. Résident du Bas-Congo et de Niaré (1886-1889), il est nommé lieutenant-gouverneur du Gabon à Libreville en mars 1889 après le départ de Noël Ballay et gouverneur des colonies.
Ministre plénipotentiaire, délégué technique de France à la Commission de Bruxelles (1890), il reçoit en 1891 le titre de délégué des Colonies à la Commission du Transsaharien et à la Commission franco-espagnole de délimitation. Malade, il regagne la France en 1894. Son ami Albert Dolisie le remplace alors. 

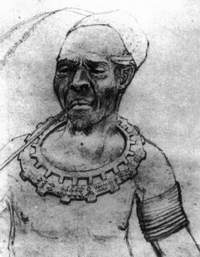
Le roi Illoo Loubath Imumba, dessin de Charles de Chavannes, extrait de Brazza. Souvenirs de la mission de l'Ouest-Africain (1884)

En 1897, il devient gouverneur honoraire.

## Œuvres
- Deltas de l'Alima, de la Shanga et confluent de l'Oubangui, réduction des levés originaux au 20000e (1885)
- Exposé sommaire de voyage dans l'Ouest-Africain (1886)
- Le bois d'Okoumé (1930)
- Pour le cinquantenaire de Brazzaville (1931)
- Un collaborateur de Brazza, Albert Dolisie (1932)
- Note sur la fondation de Brazzaville en 1884 (1935)
- Souvenirs de la mission de l'Ouest-Africain (avec Brazza), 1936-1937, prix Thérouanne en 1937
- Le Congo français: Ma collaboration avec Brazza (1937)
- Les origines de l'Afrique Équatoriale française (1941)

## Distinctions
- Membre libre de l'Académie des sciences d'Outre-Mer (1894) ;
- Officier d'académie (1884)[1]
- Légion d'honneur : chevalier (1885), officier (1893), commandeur, en qualité de gouverneur honoraire des colonies (1932)[2] ;
- Médaille coloniale avec agrafes Or et Gabon du Congo (1907).